# Sofia Holmgren
Sofia Gustava Holmgren, född 4 januari 1864 i Lund, död 8 oktober 1953 i Hörby, var en svensk läkare och sexualupplysare. Hon tillhörde den första generationen kvinnliga studenter vid Lunds universitet, var en av Malmös första kvinnliga läkare och en pionjär inom sexualupplysningen i Sverige.

## Biografi
Sofia Holmgren föddes 1864 i en utpräglat akademiskt och naturvetenskapligt-medicinskt inriktad familj. Hennes far, Albert Holmgren, var professor i fysik i Lund. Även två av hennes farbröder var professorer; Frithiof Holmgren i fysiologi i Uppsala, och Hjalmar Holmgren i matematik och mekanik vid Tekniska högskolan i Stockholm. Ytterligare en farbror, Emil Holmgren, verkade som entomolog vid Lantbruksakademien. Hennes mor Elin Stiernstedt tillhörde adeln. 
Enligt Sofia Holmgren själv skall det ha varit modern som helt stod för den privata undervisning som ledde till att hon kunde ta studenten som privatist i Malmö 1888 och samma år inskrivas vid Lunds universitet som en av totalt 20 kvinnliga studenter under 1880-talet. Här avlade hon på tio år de examina som var en förutsättning för att bli legitimerad läkare, vilket var något snabbare än genomsnittet för hennes samtida manliga studiekamrater inom medicinska fakulteten. Hon tog sin medicine licentiatexamen med höga betyg.
Efter en kortare tjänstgöring vid Medevi brunn sommaren 1898 etablerade Sofia Holmgren samma år egen praktik i Malmö, troligen den enda sådana driven av en kvinna efter att Hedda Andersson lämnat staden 1895. Sofia Holmgren förblev i Malmö till 1909 då hon i stället etablerade sig i Stockholm, där hon samma år blev ledamot av Svenska Läkaresällskapet. I Stockholm stannade hon fram till sin pensionering 1934. Vid sidan av sin läkarpraktik hade hon på båda orterna även ett flertal uppdrag som skolläkare, bland annat vid Tekla Åbergs högre läroverk för flickor och Oscarsskolan i Malmö samt Statens normalskola för flickor och Kungliga högre lärarinneseminariet i Stockholm.
Inte minst kom Sofia Holmgren att göra sig känd som föredragshållare och lärare inom vad som då kallades sexuell hygien. Hon ledde bland annat kurser i ämnet i såväl Lund som Malmö. Dessa var huvudsakligen inriktade mot lärarinnor och var enligt ett personporträtt i Fredrika-Bremer-Förbundets tidskrift Dagny ”fulltaligt besökta”. Enligt Dagny framställde hon ”det ömtåliga ämnet så, som endast den finaste och ädlaste kvinna kan göra det”. I Stockholm undervisade hon bland annat vid olika privatläroverk samt vid det nämnda lärarinneseminariet. Tillsammans med provinsialläkaren i Malmöhus län, Harald Sörman, gav hon även ut boken Hygieniska råd till hemmen beträffande flickor i skolåldern, 1903.
Utöver det akademiska påbrået kom Sofia Holmgren även från en släkt där flera medlemmar var engagerade i tidens folkrörelser. En av hennes ingifta fastrar var rösträttsaktivisten Ann Margret Holmgren, född Tersmeden; en kusin den senares son var den politiskt engagerade läkaren Israel Holmgren. Också Sofia Holmgren kom att utmärka sig för åtskilliga föreningsengagemang och var bland annat en av initiativtagarna till Malmöavdelningen av Föreningen för kvinnans politiska rösträtt (FKPR) samt ingick även som representant för denna i den 1905 bildade Skånska föreningen för socialt arbete. I den senare engagerade hon sig bland annat för lika arbetsrättsliga villkor för män och kvinnor. Inom rösträttsrörelsen tillhörde Sofia Holmgren, tillsammans med bland annat litteraturhistorikern Hilma Borelius, en mer borgerligt inriktad falang, som stod i konflikt med rörelsens mer radikala element. Detta torde förklara varför Sofia Holmgren vid ett par tillfällen aktivt motarbetade att Anna Bugge Wicksell skulle få företräda rörelsen vid internationella kongresser; officiellt var argumentet dock att Sofia Holmgren fann det olämpligt att Sverige representerades av en norsk medborgare.
Sedan Sofia Holmgren lämnat yrkeslivet 1934 flyttade hon först åter till Malmö men tillbringade sin sista tid i Hörby, där hon avled 1953, nära 90 år gammal. Där är hon också begraven.